# حالا شروع نکن
«حالا شروع نکن» (به انگلیسی: Don't Start Now) ترانه ای از خواننده انگلیسی دوآ لیپا از دومین آلبوم استودیویی خود به نام نوستالژی آینده (۲۰۲۰) است. این ترانه به عنوان تک‌آهنگ اصلی در ۳۱ اکتبر ۲۰۱۹ توسط وارنر رکوردز منتشر شد. لیپا این ترانه را با کارولین آیلین، امیلی وارن و تهیه‌کننده آن ایان کرکپاتریک نوشت. "حالا شروع نکن"یک ترانه نیو دیسکو با الهام از موسیقی بی جیز، دفت پانک و تو سینما کلاب ساخته شده‌است. این عناصر موسیقی در دهه ۱۹۸۰ و عناصر دیسکو متعددی در تولید خود دارد. در اشعار ترانه لیپا استقلال خود را جشن می‌گیرد و به یک عشق سابق دستور می‌دهد تا روابط گذشته خود را فراموش کند.
این آهنگ با انتشار نظرات مثبتی دریافت کرد. بسیاری از منتقدان رشد قابل توجهی در صدا و آواز لیپا نشان دادند. منتقدان همچنین از عناصر دهه ١٩٨٠ و دیسکو برای برجسته بودن در میان انتشارات پاپ در آن زمان طرفداری کردند. در شصت و سومین دوره جوایز سالانه گرمی ، "حالا شروع نکن" در سه دسته نامزد شده است رکورد سال ، ترانه سال و بهترین اجرای انفرادی پاپ که اولین نامزدی لیپا در هر سه گروه است.
این آهنگ هم در جدول تک اهنگ انگلستان و هم در بیلبورد داغ ١٠٠ در جایگاه دوم قرار گرفت و از "قوانین جدید" پیشی گرفت و به بالاترین رتبه آهنگ برتر لیپا در ایالات متحده تبدیل شد. در مجموع ٢٠ هفته را در ١٠ جدول برتر ١٠٠ داغ ایالات متحده گذراند. در انگلیس ، چهارمین طولانی ترین حضور در جدول ١٠ اهنگ برتر را ثبت کرد و با وجود نرسیدن به شماره یک ، رکورد بیشترین هفته سپری شده در ١٠ آهنگ برتر را شکست. در سطح بین‌المللی ، این آهنگ در ١٠رتبه  برتر در ٤٠ کشور از جمله رتبه های شماره یک در هفت کشور قرار گرفت.